# Thrasybulos von Syrakus
Thrasybulos (altgriechisch Θρασύβουλος Thrasýboulos; † nach 467 v. Chr. wohl in Lokroi) aus der Familie der Deinomeniden war im 5. Jahrhundert v. Chr. für kurze Zeit Tyrann von Syrakus.
Thrasybulos war ein Bruder Gelons und Hierons. Nach dem Tod seines Bruders Hieron 467/466 v. Chr. wurde er Tyrann von Syrakus. Im Jahre 466 v. Chr. wurde er jedoch wegen Unfähigkeit von der Bevölkerung von Syrakus vertrieben, die nun eine demokratische Regierungsform einführte. Damit endete die Zeit der „Älteren Tyrannis“ von Syrakus. Er ging ins Exil nach Lokroi in Italien, wo er vermutlich auch verstarb.